# Linia kolejowa nr 487
Linia kolejowa nr 487 – zelektryfikowana, jednotorowa linia kolejowa łącząca przystanek Orlov z przejściem granicznym Muszyna-Plaveč.
Linia jest styczna z linią kolejową Tarnów – Leluchów oraz stanowi fragment linii kolejowej Muszyna (PL) – Plaveč – Kysak na Słowacji. Linia biegnie równolegle do Popradu oraz drogi krajowej nr 77.